# Структуроване опитування

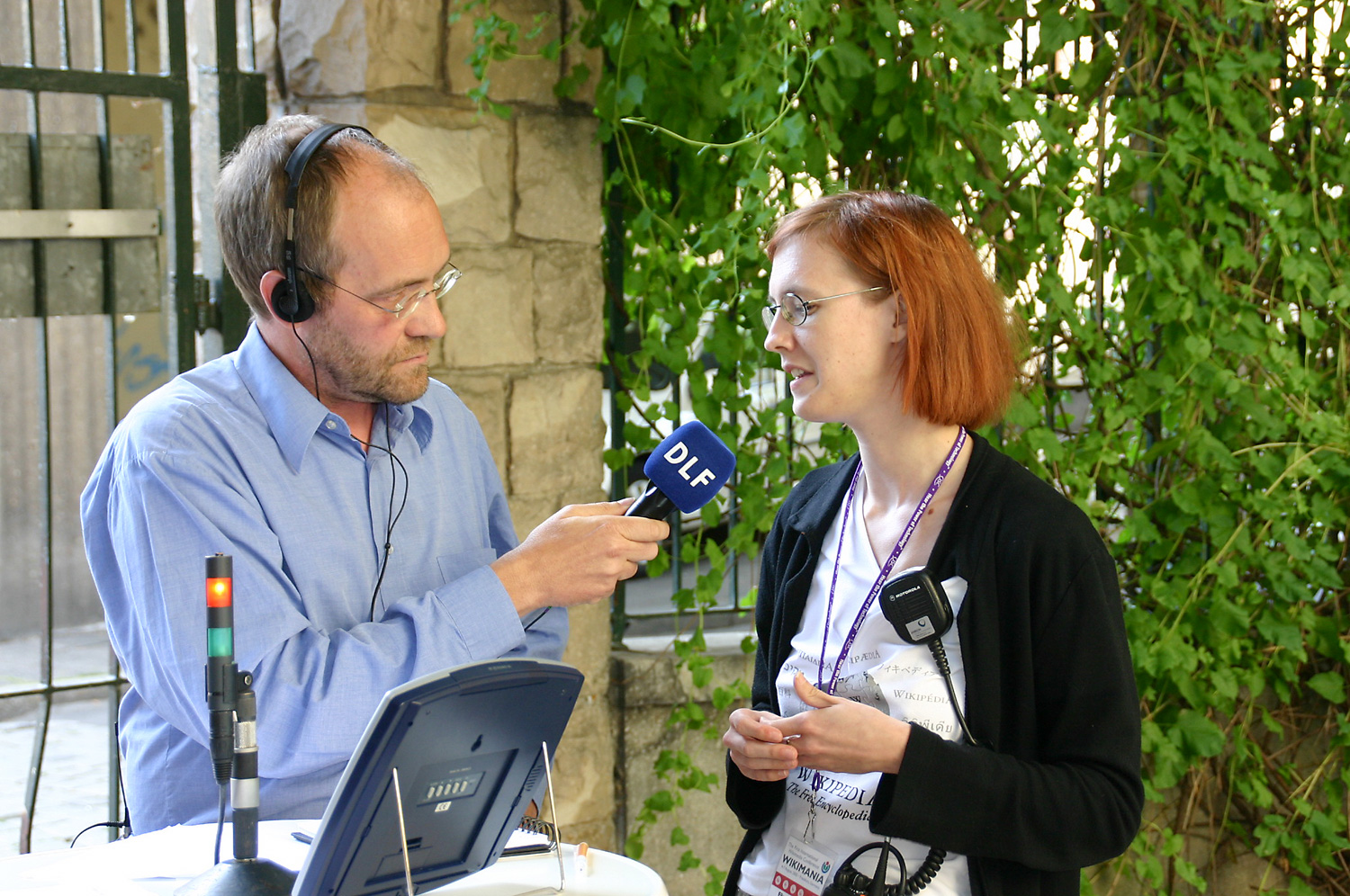
Інтерв'ю. Структуроване інтерв’ю полягає в проведенні одного інтерв’ю з тими самими запитаннями в тому самому порядку з різними людьми.

Структуроване опитування (відоме також як стандартизоване інтерв'ю або опитування, що проводиться дослідником) — кількісний метод дослідження, зазвичай він використовується в опитуванні. Метою цього підходу є забезпечення того, аби кожне опитування містило однакові питання за однаковим порядком. Це є гарантією, що відповіді можуть бути надійно агреговані та що порівняння можуть бути зроблені з впевненістю між підгрупами вибірки або між різними періодами опитування.

## Структура
Структуровані опитування є засобом збору даних для статистичного дослідження. У цьому випадку дані збираються інтерв'юером, а не за допомогою анкети, яку респонденти заповнюють самостійно. Інтерв'юери зачитують запитання саме в тому вигляді, в якому вони з'являються в анкеті. Варіанти відповідей на запитання часто фіксовані (закриті) заздалегідь, хоча відкриті запитання також можуть бути включені до структурованого інтерв'ю.
Структуроване опитування також стандартизує порядок постановки запитань респондентам, тому відповіді на запитання завжди надаються в одному контексті. Це важливо для мінімізації впливу контекстного ефекту, коли відповіді на запитання опитування можуть залежати від характеру попередніх запитань. Хоча ефекту контексту неможливо уникнути, часто бажано, щоб він залишався незмінним для всіх респондентів. Таким чином, структуровані інтерв'ю часто мають більшу валідність.

## Перебіг
Зазвичай спочатку ставлять розслаблюючі запитання, щоб встановити контакт, а потім переходять до фактичного змісту (наприклад, якщо співбесіда стосується вступу, питання, що стосуються освіти, попереднього досвіду роботи тощо). Наступним етапом є з'ясування будь-яких сумнівів, які можуть виникнути у кандидата, а також вислуховування та реагування на його запитання, коментарі. Закінчується співбесіда визначенням того, якими будуть наступні події після співбесіди (наприклад, «ми вам зателефонуємо») та оцінкою відповідей.
Суть структурованого інтерв'ю полягає в тому, що інтерв'юер заздалегідь знає, які питання він хоче поставити, що він хоче з'ясувати, яке питання він буде ставити і чому, і як він буде оцінювати відповіді. Таке інтерв'ю має свою заздалегідь визначену структуру, звідси і назва.

## Інші способи використання

### Якісні дослідження
Структуровані опитування також можна використовувати як методологію якісного дослідження. Для проведення структурованих якісних опитувань дослідникам зазвичай необхідно розробити графік інтерв'ю, який містить формулювання та послідовність запитань. Графік опитування іноді вважають засобом, за допомогою якого дослідники можуть підвищити надійність та достовірність дослідницьких даних.

### Підбір персоналу
Структуровані опитування також пропагуються для використання в процесі найму на роботу. Було виявлено, що структуровані опитування забезпечують кращі рішення щодо найму, оскільки вони є більш точними та об'єктивними. Поштова служба Сполучених Штатів використовує структуровані опитування принаймні для частини найму, і надрукувала посібник зі структурованих опитувань, який знаходиться у відкритому доступі в Інтернеті. Компанія Google також почала проводити структуровані співбесіди після того, як дослідження на основі даних показало їхню перевагу над більш поширеними неструктурованими співбесідами.